# Epigeneium naviculare
Epigeneium naviculare là một loài thực vật có hoa trong họ Lan. Loài này được (N.P.Balakr. & Sud.Chowdhury) Hynn. & Wadhwa mô tả khoa học đầu tiên năm 2000.